# A lo divino
A lo divino (a lo ði'ßino) ist ein spanischer Ausdruck mit der Bedeutung „auf göttliche Art“. Er wird häufig benutzt, um ein profanes Werk zu beschreiben, das mit einem religiösen Unterton umgeschrieben wurde, oder für die Behandlung eines profanen Themas durch Zurückgreifen auf religiöse Metaphern und Symbolik. Verbreitet waren solche Adaptionen während des 16. und 17. Jahrhunderts im Goldenen Zeitalter der Spanischen Literatur.
Nach dem spanischen Literaturwissenschaftler Marcelino Menéndez y Pelayo waren diese Adaptionen nur von geringer Bedeutung, er nannte sie „kurzlebige Launen des Frommen“. Erst Dámaso Alonso erkannte ihren Einfluss auf Garcilaso de la Vega’s Poesie, seitdem werden sie für die Entwicklung der Spanischen Literatur als bedeutend angesehen.
A lo divino bezieht sich auch auf eine Musikrichtung, die religiöse Gesänge umfasst.

## Bekannte Vertreter
- Juan de la Cruz (1542–1591) – viele seiner Gedichte enthielten a lo divino im Titel, was darauf hindeutet, dass sie von einem profanen Werk stammen und mit einer religiösen Deutung umgearbeitet wurden
- Sebastián de Córdoba (1545–1604) – schrieb einige von Garcilasos weltlichen Liebesgedichten in diesem Stil um